# Leptopterix schiffermuelleri
Leptopterix schiffermuelleri är en fjärilsart som beskrevs av Otto Staudinger 1871. Leptopterix schiffermuelleri ingår i släktet Leptopterix och familjen säckspinnare. Inga underarter finns listade i Catalogue of Life.